# Onni
Onni ist ein finnischer männlicher Vorname.

## Herkunft und Bedeutung
Onni bedeutet im Finnischen Glück.

## Namenstag
- Finnland: 28. Februar (bis 2000 in Schaltjahren am 29. Februar)

## Bekannte Namensträger
- Onni Hiltunen (1895–1971), finnischer Politiker
- Onni Kasslin (1927–2003), finnischer Radrennfahrer
- Onni Pellinen (1899–1945), finnischer Ringer
- Onni Peltonen (1894–1969), finnischer Politiker
- Onni Rajasaari (1910–1994), finnischer Leichtathlet
- Onni Talas (1877–1958), finnischer Diplomat und Politiker